# Chiesa di Sant'Ampelio
La chiesa di Sant'Ampelio  è un luogo di culto cattolico situato nel comune di Bordighera, presso il Capo Sant'Ampelio, in fondo al lungomare Argentina, in provincia di Imperia. L'edificio e la zona di rispetto fanno parte dei beni tutelati dalla Soprintendenza per i beni archeologici della Liguria.

## Storia

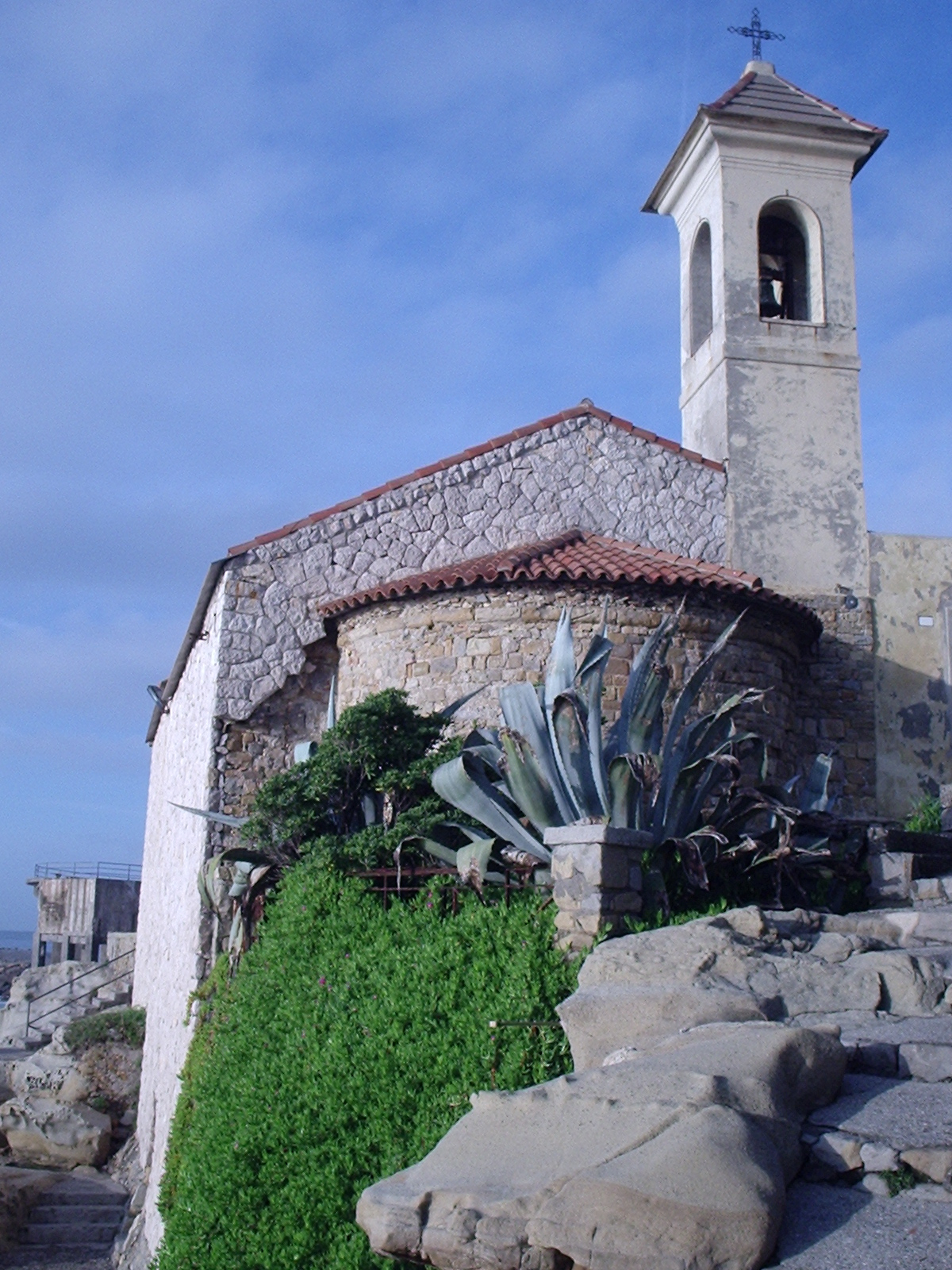
Visuale retrostante della chiesa

Nel 411 un religioso eremita di nome Ampelio approdò su queste coste proveniente dalla Tebaide (Egitto) portando in dono - secondo la leggenda della cristianità - noccioli di dattero; egli viveva in una grotta tra gli scogli, sopra la quale sarà edificata una piccola chiesa. Qui in seguito sorgerà un priorato monastico dipendente dall'abbazia di Lerino.
Nel 954 i monaci lerinensi ebbero la conferma dei loro feudi provenzali, del priorato di San Michele di Ventimiglia assieme al feudo di Seborga e Vallebona, tranne i feudi di Hyères e di Bordighera che con Sant'Ampelio passarono ai monaci benedettini dell'abbazia di Montmajour di Arles.
L'attuale nucleo originale della chiesa monastica è stato costruito nell'XI secolo in puro stile romanico. La chiesa ed il monastero dipesero quindi dai monaci dell'abbazia di Montmajour che gestivano anche le saline e le peschiere di Hyères. Nel 1204 papa Innocenzo III conferma la dipendenza dall'abbazia di Montmajour, ma nel 1296 papa Bonifacio VIII passerà la giurisdizione del monastero di Sant'Ampelio all'abbazia di San Fruttuoso di Capodimonte di Camogli.

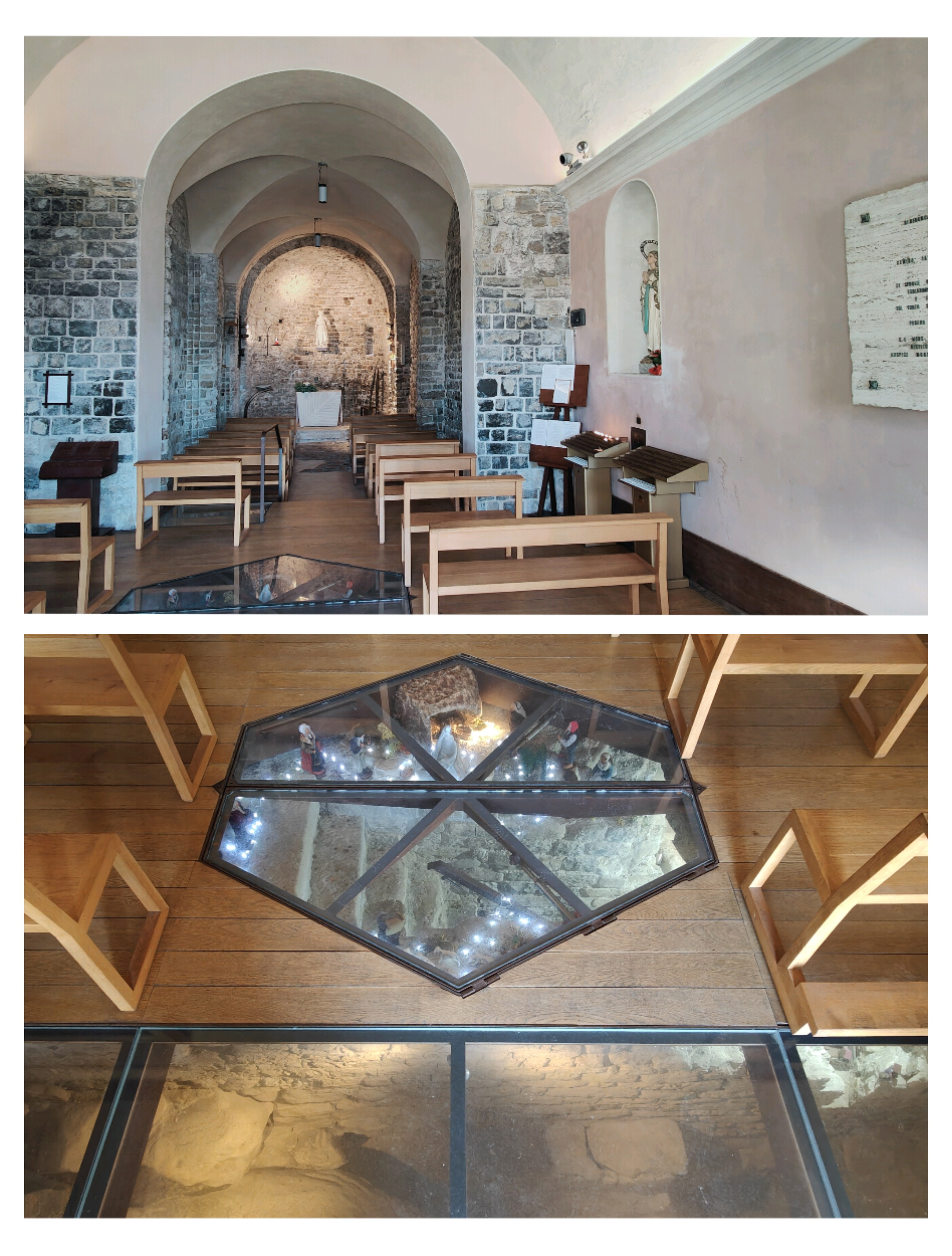
L'interno e sotto il pavimento: la cripta con i resti della grotta

Nel XV e XVII secolo l'edificio è stato ingrandito ed è di quell'epoca la statua lignea di Sant'Ampelio che appare sull'altare. La cripta, che è illuminata da piccole finestre che danno sul mare, conserva un blocco di pietra della Turbie, che, secondo la leggenda, era il letto di sant’Ampelio. Sempre secondo la leggenda, sant'Ampelio morì proprio sul suo letto di pietra il 5 ottobre 428.
Dopo l'insurrezione del 1140, la Repubblica di Genova decise di punire la popolazione privandola delle reliquie del santo e le fece spostare nella chiesa di Santo Stefano, della fedele città di Sanremo, di proprietà sempre benedettina e dipendente dalla genovese abbazia di Santo Stefano. Il 14 maggio 1258 la città di Genova decise di spostare nuovamente le reliquie, questa volta direttamente presso l'abbazia genovese di Santo Stefano. Fu in quest'epoca che si decise di nominare sant'Ampelio patrono dei fabbri-ferrai.
Nel 1947, l'arcivescovo di Genova, Giuseppe Siri, decise finalmente di restituire le reliquie ai bordigotti. Il santo fu caricato su un battello e giunse a Bordighera il 16 agosto. Le spoglie furono portate in processione fino alla chiesa di Santa Maria Maddalena e deposte nella seconda cappella laterale di destra. La cappella contiene una teca in vetro nel quale si trova una statua in cera contenente le reliquie del santo. La statua e gli affreschi che decorano la cappella (1947), sono opera del pittore bordigotto Giuseppe Balbo.

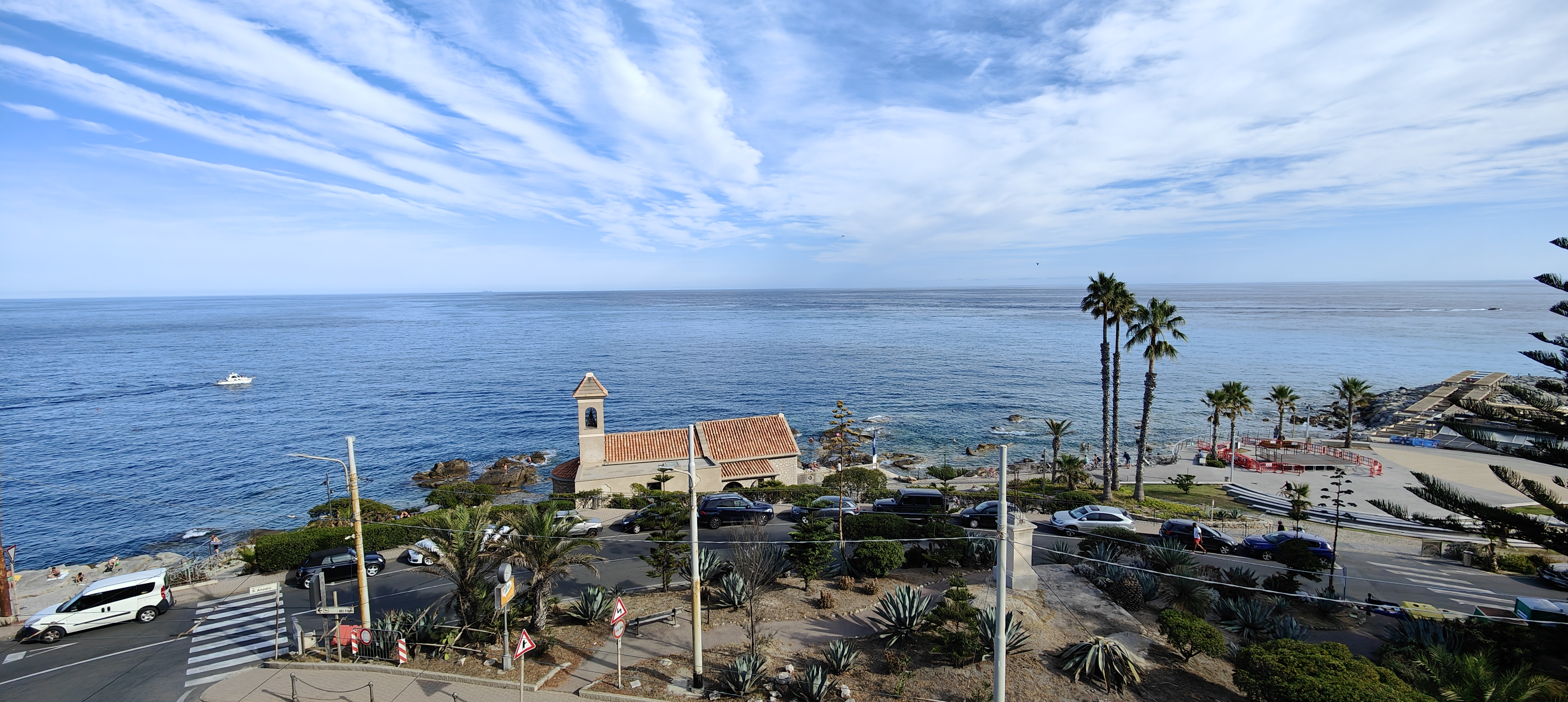
La chiesa vista dal Marabutto, zona giardini di via Arziglia, Bordighera Alta

Nel 2014 sono iniziati i lavori di restauro della chiesetta, che si sono conclusi con la riapertura al pubblico il 24 maggio 2015. La chiesa è tuttora in attività e si celebrano messe e matrimoni.

## Curiosità
Sant'Ampelio, che è il santo patrono della città, si festeggia il 14 maggio, data alla quale la città di Sanremo fu privata delle preziose reliquie. I festeggiamenti iniziano già qualche giorno prima con varie manifestazioni e raggiungono il loro apice il 14 con la processione ed i fuochi d'artificio lanciati da capo Sant'Ampelio.
Sant'Ampelio fu scelto come patrono della città, non solo perché elesse il capo come sua residenza definitiva, ma anche perché, secondo la leggenda, fu lui che piantò i primi semi di Phoenix dactylifera che si era portato dal natio Egitto. È dunque grazie a sant'Ampelio se la cittadina ligure può fregiarsi del titolo di "Regina delle palme".